# Limotettix adipatus
Limotettix adipatus är en insektsart som beskrevs av Alexander Fyodorovich Emeljanov 1966. Limotettix adipatus ingår i släktet Limotettix och familjen dvärgstritar. Inga underarter finns listade i Catalogue of Life.